# Копкинский
Копкинский — выселок в Селтинском районе Удмуртской республики.

## География
Находится в западной части Удмуртии на расстоянии приблизительно 25 км на запад-северо-запад по прямой от районного центра села Селты.

## История
Известен с 1891 года, в 1893 году здесь (выселок Котло-Копкинский) было 11 дворов, в 1905 −12, в 1924 (выселок Копки) — 13. Современное название с 1935 года. До 2021 года входил в состав Копкинского сельского поселения.

## Население
Постоянное население составляло 50 человек (1893 год, 17 русских и 33 удмурта), 79 (1905), 74 (1924), 14 человек в 2002 году (русские 36 %, удмурты 64 %), 14 в 2012.